# David Boucher

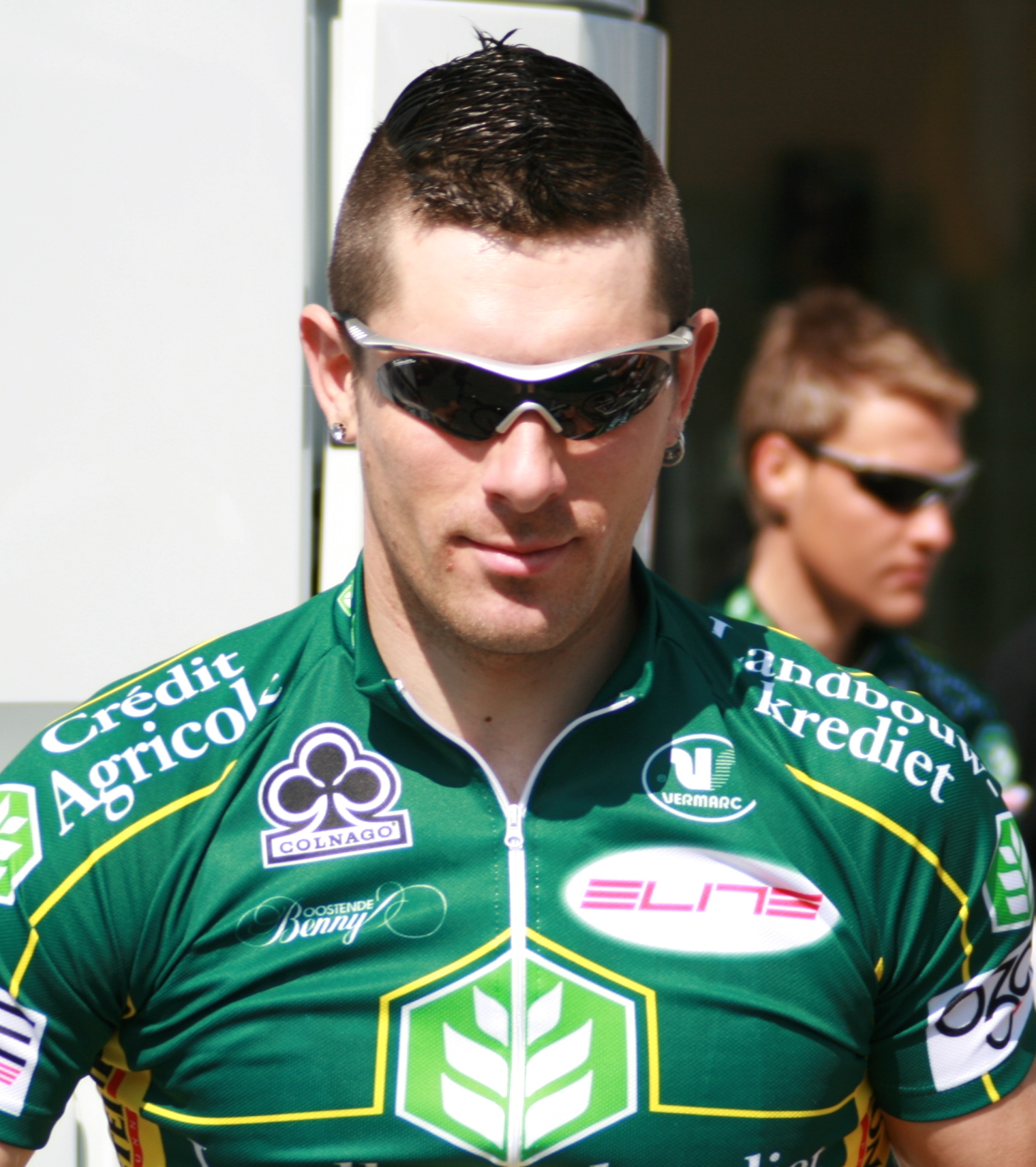
David Boucher bei den Vier Tagen von Dünkirchen 2008

David Boucher (* 17. März 1980) ist ein belgischer Radrennfahrer, der bis 2013 französischer Staatsbürger war.
David Boucher wurde 2002 französischer Vizemeister im Cyclocross der U23-Klasse. In der folgenden Saison wurde er Zweiter der Gesamtwertung bei der Tour du Loir-et-Cher, der Ronde van Vlaams-Brabant, gewann die Spa Arden Challenge und die Ronde van Antwerpen. Im Herbst fuhr er dann für Marlux-Wincor-Nixdorf als Stagiaire und im nächsten Jahr bei Oktos–Saint-Quentin, wo er Etappen bei der Tour du Loir-et-Cher, der Tour de Bretagne und der Tour de la Somme für sich entschied. In der Saison 2005 wechselte er zu MrBookmaker.com-SportsTech. 
2007 bis 2010 fuhr Boucher für das Professional Continental Team Landbouwkrediet-Tönissteiner. In seiner ersten Saison dort führte er zwei Tage die Gesamtwertung der Vier Tage von Dünkirchen an. Nach einem Jahr bei Omega Pharma-Lotto wechselte er 2012 zum französischen Team FDJ. Seine besten Ergebnisse in dieser Zeit erzielte er im Einzelzeitfahren. So belegte er den dritten Platz im Zeitfahren der Drei Tage von De Panne 2014 und jeweils den siebten Rang der französischen und belgischen Zeitfahrmeisterschaft 2012 und 2015. Bei der Eneco Tour 2015 wurde er nach einem Ausreißversuch auf der dritten Etappe durch Teamleiter Marc Madiot aus dem Rennen genommen, da seine Aufgabe gewesen wäre, den Sprinter der Mannschaft Arnaud Démare zu unterstützen. In der Saison 2016 fuhr er im belgischen Team Crelan-Euphony. Zur Saison 2017 wechselte er zum Team Pauwels Sauzen-Vastgoedservice (Belgien).

## Erfolge
2013
- Bergwertung Tour de Picardie

## Teams
- 2003 Marlux-Wincor-Nixdorf (Stagiaire)
- 2004 Oktos–Saint-Quentin (ab 14. Mai)
- 2005 MrBookmaker.com-SportsTech
- 2006 Unibet.com
- 2007 Landbouwkrediet-Tönissteiner
- 2008 Landbouwkrediet-Tönissteiner
- 2009 Landbouwkrediet-Colnago
- 2010 Landbouwkrediet
- 2011 Omega Pharma-Lotto
- 2012 FDJ-Big Mat
- 2013 FDJ.fr
- 2014 FDJ.fr
- 2015 FDJ
- 2016 Crelan-Euphony
- 2017 Pauwels Sauzen - Vastgoedservice (Belgien)
- 2018 Tarteletto - Isorex (Belgien)
- 2019 Tarteletto - Isorex - Superano Ham (Belgien)